# سوبر سايدكيكز
سوبر سايدكيكز (بالإنجليزية: Super Sidekicks)‏ ، هي لعبة فيديو إلكترونية من نوع رياضة كرة القدم ، أنتجها ونشرها شركة إس إن كاي اليابانية سنة 1993م ، وتعمل لنظامي جهاز آركيد ونظام تشغيل نيو جيو.

## المنتخبات الوطنية في الإصدار الأول
تتكون المنتخبات الوطنية لكرة القدم من عدة مجموعات وهي :-
- المجموعة الأولى:  ألمانيا ،  إيطاليا ،  إسبانيا ،  إنجلترا ،  المكسيك ،  اليابان.
- المجموعة الثانية:  الأرجنتين ،  هولندا ،  البرازيل ،  فرنسا ،  الولايات المتحدة ،  كوريا الجنوبية.[1]

## المنتخبات الوطنية في الإصدار الثاني
صدرت لعبة سوبر سايدكيكز 2: ذا ورلد شامبونشب (Super Sidekicks 2: The World Championship) لتوفير عدداً من المنتخبات الوطنية ولزيادة المتاحة للاعبين لاختيار المنتخبات المفضلة ، وهي:
- قارة أوروبا أ:  إيطاليا ،  إنجلترا ،  إسبانيا ،  هولندا ،  سويسرا ،  النرويج ،  تركيا ،  أيرلندا.
- قارة أوروبا ب:  ألمانيا ،  فرنسا ،  بلغاريا ،  السويد ،  روسيا ،  اليونان ،  بلجيكا ،  رومانيا.
- قارة أمريكا الشمالية/أوقيانوسيا:  الولايات المتحدة ،  المكسيك ،  كندا ،  أستراليا ،  نيوزيلندا ،  كوستاريكا ،  السلفادور ،  هندوراس.
- قارة آسيا:  كوريا الجنوبية ،  اليابان ،  السعودية ،  تايوان المسمى «جمهورية الصين الوطنية» ،  إيران ،  هونغ كونغ ،  الإمارات العربية المتحدة.
- قارة أمريكا الجنوبية:  البرازيل ،  الأرجنتين ،  باراغواي ،  كولومبيا ،  بوليفيا ،  الأوروغواي ،  بيرو ،  الإكوادور.
- قارة أفريقيا:  الكاميرون ،  المغرب ،  نيجيريا ،  مصر ،  جنوب إفريقيا ،  ساحل العاج ،  غينيا ،  زامبيا.